# Computo (cómic)
Computo es un supervillano en el universo de DC Comics y un enemigo de la Legión de Super-Héroes. Apareció por primera vez en Adventure Comics #340 (enero de 1966), en una historia escrita por Jerry Siegel e ilustrada por Curt Swan.

## Biografía ficticia

### Pre-Crisis
Computo fue creado por Brainiac 5 para ser un asistente mecánico, pero en cambio se volvió homicida e intentó un levantamiento de máquinas. Crea un ejército de réplicas y comienza a aterrorizar a la ciudad. Calculando que una confrontación con la Legión es inminente, se rediseña en su forma definitiva, Computo el Conquistador, y envía una señal de socorro que llamará a todos los legionarios de vuelta a la Tierra. Cuando la Legión regresa desprevenida, Computo usa su base de datos para crear un arma que neutraliza los poderes de los miembros de la Legión y la usa contra ellos, y convierte el Clubhouse en un autómata ambulante. Computo obliga a la Legión a abandonar Metrópolis y mata a uno de los cuerpos de Triplicate Girl, lo que la convierte en Duo Damsel. Brainiac 5 finalmente puede derrotar a Computo usando un dispositivo de antimateria descubierto en las ruinas de la Batcave.  
Años más tarde, luego de que Brainiac 5 use elementos de su circuito original, Computo resurge poseyendo la mente de la joven Danielle Foccart. Computo es derrotado cuando su hermano Jacques usa la fórmula invisible inventada por el fallecido legionario Lyle Norg para convertirse en el segundo Invisible Kid. Varios meses después, Brainiac 5 lograría quitar a Computo de la joven y colocarlo dentro de una matriz que doma el programa y se convierte en el mayordomo de la Legión, después de primero explotar el cuartel general de la Legión y luego reconstruir y rediseñar la estructura en minutos.
Años más tarde, un ejército de réplicas de Computo intentaría conquistar Bismoll, pero son derrotados por el senador Tenzil Kem y la Legión de Héroes Sustitutos. Este fiasco, aunque exitoso, lleva a Polar Boy a disolver el grupo y solicitar la membresía en la Legión regular. Algún tiempo después, después de renunciar a la Legión, Brainiac 5 construye un cuerpo orgánico (que se asemeja a una versión enana de Validus) para alojar a Computo y ayudar a la Legión a sobrellevar su ausencia.
Después de los eventos de la "Brecha de cinco años", los Dominadores se apoderan en secreto de la forma de vida y la usan como base para su ejecutor B.I.O.N.

### Post-Hora Cero
Tras el reinicio de Hora Cero de la continuidad de Legion, Brainiac 5 crea C.O.M.P.U.T.O. (Cybercerebral Overlapping Multi-Processor Universal Transceiver Operator) cuando él y otros legionarios quedan atrapados en el siglo XX e intentan encontrar una manera de volver al siglo 30. C.O.M.P.U.T.O está formado por la fusión de tres supercomputadoras en miniatura: un dispositivo de comunicaciones Omnicom del siglo 30; una Caja Madre; y el "responsómetro" (módulo de personalidad) de Veridium de los Hombres de Metal. C.O.M.P.U.T.O. crea un portal al siglo 30, pero se vuelve contra Brainiac cuando les asegura a los otros Metal Men que el responsómetro de Veridium se restaurará una vez que C.O.M.P.U.T.O. haya cumplido su propósito. C.O.M.P.U.T.O. aparentemente está destruido, pero regresa en el siglo 31 como asesor presidencial "Mister Venge", aparentemente sirviendo los deseos de la agenda de Ra's al Ghul que regresó. Después de la derrota de al Ghul, se revela como el líder de la nación informática de Robotica que amenaza la Tierra.

### Post-Crisis Infinita
En el cruce de Justice League of America/Justice Society of America "The Lightning Saga", Sensor Girl repite la primera batalla de los legionarios con Computo en la que uno de los duplicados de Triplicate Girl fue asesinado.

#### The New 52
Durante The New 52, Brainiac (aunque solo se lo conoce como 'La colonia del coleccionista de mundos') se ve por primera vez como el informante misterioso que proporciona a Lex Luthor información sobre Superman y su naturaleza alienígena. Clark está soñando con los momentos finales de Krypton en los que una inteligencia artificial que controla el planeta despierta a los robots en un intento por preservar la cultura kryptoniana. Más tarde, mientras Clark hace una entrevista en una fábrica de robots, de repente aparecen los mismos robots cosechadores. Al mismo tiempo, John Corben, quien está recibiendo sus últimos ajustes en su transformación en Metallo, de repente es poseído por la inteligencia artificial que exige Superman. Los robots causan estragos en Metrópolis, pero Superman pronto se da cuenta de que realmente lo persiguen. Superman lucha contra el poseído Metallo con la ayuda de John Henry Irons. Aunque lograron derrotarlo, la sensibilidad alienígena ya había miniaturizado y embotellado la ciudad de Metrópolis y llevársela a su nave en el espacio.
En particular, se describió que la nave en la que Kal-El (que pasaría a llamarse Clark Kent cuando lo encontraran en la Tierra) cuando era un bebé tenía "I.A. Brainiac", dejando en duda la identidad del Coleccionista de Mundos. La Colonia del Coleccionista de Mundos le dijo a Superman que su tecnología de inteligencia artificial tenía diferentes nombres, comenzando en Yod-Colu como C.O.M.P.U.T.O. En Noma, fue llamado Pneumenoid; en Bryank fue Mind2; en Krypton fue llamado Brainiac 1.0; y, finalmente en la Tierra, es Internet.

## En otros medios
- Computo aparece en la serie animada Legion of Super Heroes, con la voz de Adam Wylie. Esta versión nunca se vuelve malvada y se basa en el Cuartel General de la Legión y más tarde en su nave, el Crucero de Batalla.